# Seznam ouagadougouských biskupů a arcibiskupů
Seznam biskupů a arcibiskupů římskokatolické arcidiecéze Ouagadougou ve státě Burkina Faso.
Dnešní Arcidiecéze Ouagadougou (latinsky: Archidioecesis Uagaduguensis) vznikla v roce 1955 namísto apoštolského vikariátu Ouagadougou založeného v roce 1921. Následuje seznam jejich církevních představitelů:

## Apoštolští vikářové
- Joanny Thévenoud, MAfr (1921–1949)
- Emile-Joseph Socquet, MAfr (1949–1960, od r. 1955 arcibiskup)

## Arcibiskupové v Ouagadougou (po roce 1955)
- Emile-Joseph Socquet, MAfr (1949–1960, do r. 1955 apoštolský vikář)
- kardinál Paul Zoungrana, MAfr (1960–1995)
- Jean-Marie Untaani Compaoré (1995–2009)
- kardinál Philippe Ouédraogo (od roku 2009)